# چاوشی (نام خانوادگی)
چاوشی یا چاووشی، نام خانوادگی افراد زیر است:
- افشین چاووشی، بازیکن فوتبال اهل ایران
- محسن چاوشی، خواننده، آهنگ‌ساز، ترانه‌سرا و نوازندهٔ اهل ایران